# Ahrar al-Xam
Harakat Ahrar ash-Sham Al-Islami (àrab: حركة أحرار الشام الإسلامية, Ḥarakat Aḥrār ax-Xām al-Islāmiyya, lit. ‘Moviment Islàmic dels Homes Lliures del Llevant’) és una coalició d'unitats islamistes i salafistes que van formar una brigada durant la Guerra civil siriana per lluitar contra el govern del Partit Baas liderat per Baixar al-Àssad.
Ahrar al-Xam és liderat per Hassan Aboud. En juliol de 2013, tenia entre uns 10.000 i uns 20.000 combatents, és la unitat més poderosa entre les forces que lluiten contra el règim de Baixar al-Àssad. Ahrar al-Xam és l'organització principal dins del Front Islàmic Sirià. També forma part de la Coalició Islàmica.

## Ideologia i estructura
Els fundadors del grup van ser expresoners polítics islamistes que havien estat detinguts durant anys fins al seu alliberament en maig de 2011 com a part d'una amnistia del govern sirià. Quan es va establir a finals de 2011, Ahrar al-Xam disposava d'unes 25 unitats rebels desplegades a Síria. En juliol de 2012, el lloc web del grup llistava a 50 grups, i al gener de 2013 s'havien incrementat a 83 unitats. La majoria d'aquestes unitats tenen la seva base en pobles de la governació de Idlib, però unes altres es troben en Hama i Alep. Algunes unitats d'Ahrar al-Xam que s'han participat en moltes batalles inclouen les Brigades de Qawafel al-Shuhada i d'Ansar al-Haqq (ambdues a Khan Sheikhoun, Idlib), la Brigada al-Tawhid wal-Iman (Maarrat al-Nouman, Idlib), la Brigada de Shahba (ciutat d'Alep), la Brigada Hassane bin Thabet (Darat Ezza, Alep), i les Brigades de Salahaddin i Abul-Fida (les dues a la ciutat de Hama).
En el seu primer comunicat d'àudio, Ahrar al-Xam va indicar que el seu objectiu era reemplaçar el govern de Baixar al-Àssad amb un Estat islàmic. No obstant això, va reconèixer la necessitat de prendre en compte l'opinió de la població. També va descriure l'aixecament com una Gihad contra un complot safawi per establir un estat xiïta des de l'Iran fins a l'Iraq, Síria, el Líban i Palestina.
Els membres del grup són islamistes. Ahrar al-Xam coopera amb l'Exèrcit Lliure de Síria i altres grups seculars, encara que no manté llaços amb el Consell Nacional Sirià. Coordinen amb altres grups, però mantenen el seu propi lideratge estricte i secret, i reben la majoria dels seus fons de donacions a Kuwait. El grup té un lideratge sirià, i "emfatitza que la seva campanya és per a Síria, no una yihad global".
Ahrar al-Xam ha assegurat que només dirigeix atacs contra fossis governamentals i milícies, i que ha cancel·lat diverses operacions per temor a baixes civils. Proporciona serveis humanitaris i ajuda a comunitats locals, a més de fullets que promouen el compromís religiós en la vida quotidiana.
En juny de 2013, Ahrar al-Xam s'havia convertit en una de les faccions rebels més poderoses en la guerra, havent-se involucrat en cada victòria rebel important des d'almenys setembre de 2012, inclosa la captura de Raqqa en març de 2013.
A través de donacions estrangeres i captura de material de les Forces Armades de Síria, Ahrar al-Xam s'ha convertit en un dels grups insurgents millor armats del país. Les seves operacions han progressat des de l'ús d'artefactes explosius improvisats i emboscades petites a principis de 2012, fins a assumir el lideratge en assalts a gran escala amb múltiples fronts el 2013. Desplega regularment tancs i artilleria mòbil, míssils guiats anti-tanc, i ocasionalment, coets i llançagranades de la dècada de 1990.
El 14 de febrer del 2017 l'organització va publicar una infografia amb la seva organització que consta de 13 oficines, 9 departments i 17 governacions. Al capdavant hi ha el consell de la xura que determina un líder que regeix per un any, disposa d'oficines de: Recursos humans, tècnica, supervisió, financera, recursos, educació, social, militar, mèdic, econòmic, polític, de la reglamentació islàmica i de seguretat i intel·ligència. L'oficina militar consta dels departaments de municions, entrenament, operacions i seguiment. L'oficina politica pel seu costat consta de: relacions internes, amb estrangeria, legislació, mitjana i un portaveu.
Governacions i seccions: Hama ciutat, Hama camp, Idlib Nord, Idlib Sud, Costa, Homs, Alep Nord, Alep Sud, Síria Aquest, Alep oest, Alep ciutat, Damasc ciutat, Qalamoun est, Qalamoun oest, Ghouta est, Ghouta oest, Daraa.

## Incidents notables
En desembre de 2012, Ahrar al-Xam va ser responsable de rescatar al periodista de la NBC Richard Engel i el seu equip després del seu segrest aparent per Shabiha. Aquest mateix mes, es va anunciar la creació d'una nova organització global, anomenada Front Islàmic Sirià, que estava format per 11 grups rebels islamistes. Ahrar al-Xam era el més prominent d'aquests, i un membre d'Ahrar al-Xam, Abu Abd Al-Rahman Al-Suri, fou el portaveu del Front.
En gener de 2013, alguns dels membres del Front Islàmic Sirià van anunciar que unirien les seves forces amb Ahrar al-Sham en un grup més ampli anomenat Harakat Ahrar al-Sham al-Islamiyya (Moviment Islàmic d'Ahrar al-Xam).
En agost de 2013, membres de la brigada van pujar un vídeo del seu abatiment d'un MiG-21 de la Força Aèria Siriana sobre la província de Latakia amb un FN-6 MANPADS de fabricació xinesa, esdevenint aparentment en la primera baixa registrada fent servir aquesta arma.